# Phasia campbelli
Phasia campbelli är en tvåvingeart som först beskrevs av Miller 1923.  Phasia campbelli ingår i släktet Phasia och familjen parasitflugor. Inga underarter finns listade i Catalogue of Life.